# IC 438
IC 438 је спирална галаксија у сазвјежђу Зец која се налази на листи објеката дубоког неба у Индекс каталогу.
Деклинација објекта је - 17° 52' 33" а ректасцензија 5h 53m 0,0s. Привидна величина (магнитуда) објекта IC 438 износи 12,0 а фотографска магнитуда 12,7. Налази се на удаљености од 39,560 милиона парсека од Сунца. IC 438 је још познат и под ознакама ESO 555-9, MCG -3-15-25, UGCA 115, IRAS 05508-1753, PGC 18047.